# 大平遺跡
座標: 北緯37度15分04.7秒 東経138度47分14.3秒 / 北緯37.251306度 東経138.787306度
大平遺跡（おおだいらいせき）は、新潟県小千谷市にある縄文時代の遺跡。1972年（昭和47年）4月1日に小千谷市指定史跡に指定されている。

## 概要
信濃川左岸の標高220メートルの丘陵上にある。地表から2メートルのところに厚さ10センチメートルの軽石層、河床から30~40センチメートルのところに関東ローム層より黄色がかった越後ローム層が堆積している。
1935年（昭和10年）頃に発見されたとされる。その後1956年（昭和31年）8月21日~25日、および1971年（昭和46年）9月に小千谷市教育委員会主体で発掘調査が行われ、竪穴建物や炉跡が検出された。
竪穴建物跡の柱穴は半月型で、周辺に礫、床面上に建築材の炭化材がみられる。柱穴外周は建物跡を囲むように板材をお並べて柵とした跡がある。床面上に20センチメートルの木炭焼土があることなどから、災害により廃屋したとみられる。

## 出土遺物
- 表面下90センチメートル
  - 打製石斧（砂岩）1点
  - 打製石斧（安山岩）1点
- 表面
  - 磨製石斧（蛇紋岩）1点
  - 無拆石鏃 2点

土器は過半数が縄文土器または竹串状工具による斜線刺突紋の土器である。斜行縄文のある土器のうち、80パーセントが左斜。